# Есенлер
Есенлер (тур. Esenler) — район провінції Стамбул (Туреччина), частина міста Стамбул. Розташований на фракійській стороні міста. Складається з 18 районів і загальною площею 5227 га. Есенлер щільно забудований житловий пролетарський район, оточений промисловими районами Газіосманпаша, Гюнгьорен та Багджилар.

## Історія
За часів Османської імперії в цьому районі, за межами міських мурів, знаходилися села Літрос і Авас, населені грецькими фермерами. Ці жителі були депортовані під час обміну населенням з Туреччини до Греції і район був потім заселений турками з грецької Македонії. До 1992 року Есенлер входив до складу району Бакиркей, а 1992 — 1994 - Гюнгьорен.

## Есенлер сьогодні
Есенлер має вельми нерозвинену інфраструктуру, що призводить до переповнення шкільних класів та багатьох інших проблем.
Есенлер має найбільший міжміський автовокзал на фракійській стороні.